# Riksmötet 1984/1985
Riksmötet 1984/85 var Sveriges riksdags verksamhetsår 1984–1985. Det pågick från riksmötets öppnande den 2 oktober 1984 till riksmötets avslutning den 11 juni 1985.
Riksdagens talman under riksmötet 1984/85 var Ingemund Bengtsson (S).